# Christian Andreas Bernstein
Christian Andreas Bernstein var teologie studerande, lärare, predikant och psalmdiktare. Bernstein föddes år 1672 i Domnitz nära Halle. Efter studier bland annat i Halle blev han först lärare vid Halles så kallade Paedagogicum och därefter predikobiträde åt sin far i Domnitz, där han dog den 18 oktober 1699.

## Psalmer
- Ni kära Guds barn, ni som troslivet övar